# سینه‌سرخ جزیره شمالی
سینه‌سرخ جزیره شمالی (نام علمی: Petroica longipes) نام یک گونه از سرده سینه‌سرخ‌های سنگ‌نشین است.